# Elektrohomeopati

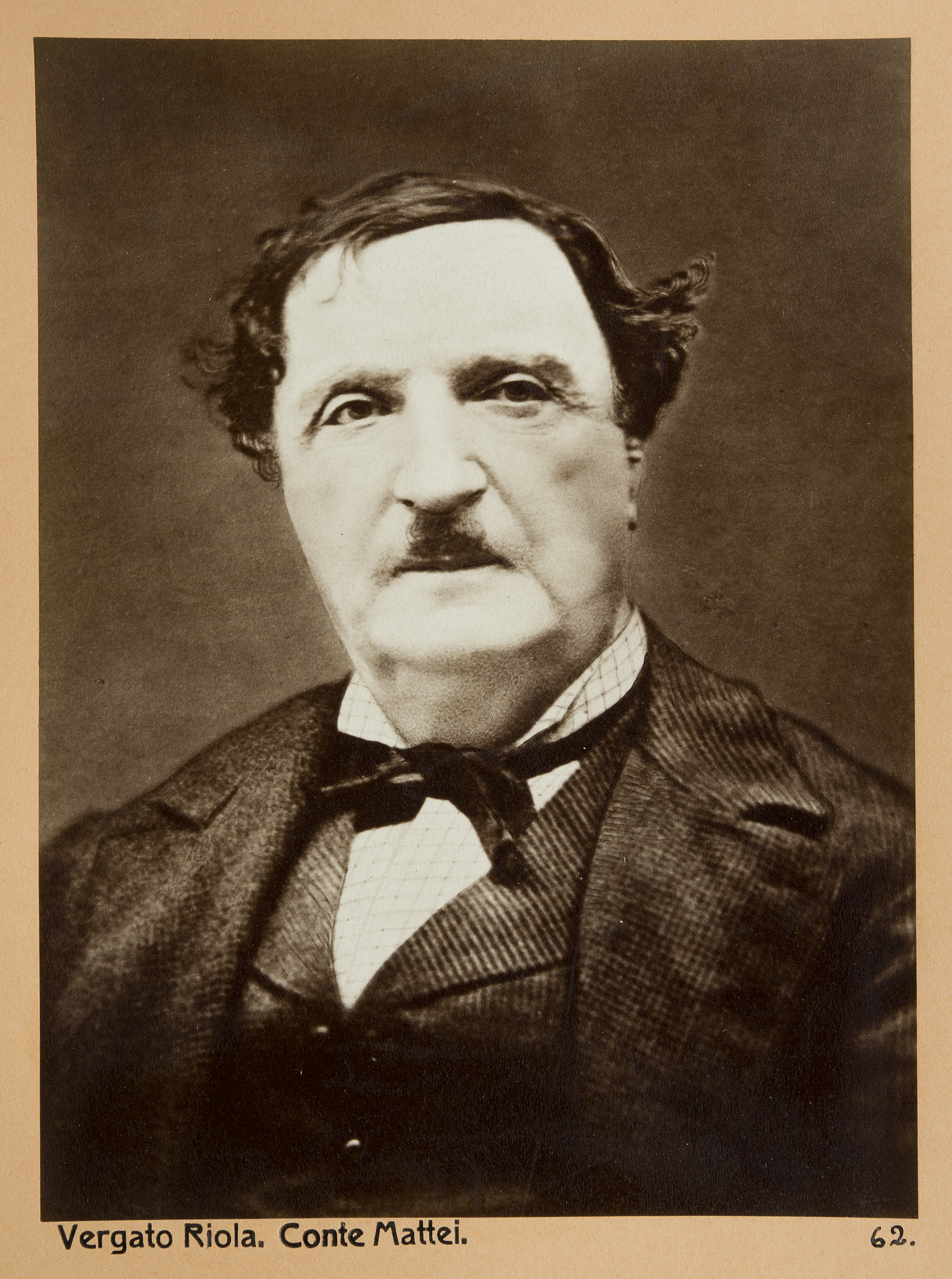
Cesare Mattei

Elektrohomeopati är en avart av homeopati med hemliga läkemedel i form av piller eller flytande medicin, vilken senare benämnes röd, grön, gul, blå eller vit elektricitet, så kallade mattéi-medel. Vari elektriseringen består framgår ingenstans. Elektrohomeopati saknar helt medicinskt värde.
Elektrohomeopati grundlades av en italiensk greve i Bologna, Cesare Mattei (1809–1896), som från 1848 ägnade sig åt humanitärt arbete och åt omfattande studier i kemi, fysik, botanik, matematik, filosofi med mera. Han hade redan tidigare fattat intresse för homeopatin, och nu började han utveckla denna enligt egna idéer i riktning av vad han kallat elektrohomeopati. Han uppfann 36 olika slag av medicin. Tolv av dem förklarades tillräckliga att bota alla sjukdomar. Mattei hade en tid många patienter. Ryktet om Matteis kurer spreds snart och en och annan läkare slöt sig till honom. Då påven, som lämnat Mattei sitt stöd, 1870 förlorade sin världsliga makt, drabbades Mattei av förföljelse och motgångar. Före sin död anförtrodde han sin metod åt ett efter honom uppkallat institut.
I Sverige var Nils Liljequist en förespråkare för metoden, och gav år 1900 ut en "Vägledning i elektro-homeopatisk sjukdomsbehandling".